# Wentalaschieber
Der Wentalaschieber ist ein Schottisch aus dem Kanton Graubünden. 
Die Melodie, die auch in der Schweizer Volksmusik-Sammlung von Hanny Christen zu finden ist, wurde durch den Ländlermusikanten Peter Zinsli arrangiert, öffentlich aufgeführt und dadurch schweizweit bekannt gemacht. Nicht auszuschliessen ist, dass es sich ursprünglich um ein Werk von Paul Kollegger handelt, der seine Kompositionen nie aufgeschrieben hat. Der Wentalaschieber dürfte zu den meistgespielten Titeln der Schweizer Volksmusik gehören.
Wentala entspricht der bündnerdeutschen Pluralform für Wanzen.